# Engelberga
Engelberga  eller Angilberga, död 900, var en tysk-romersk kejsarinna och drottning av Italien; gift 851 med Ludvig II. Hon var politiskt aktiv.     
Engelberga var troligen dotter till greve Adelchis I av Parma. 
Hon utövade ett stort inflytande över makens politik och deltog i regerandet vid hans sida, något som orsakade en hel del kritik och gjorde att samtiden anklagade Ludvig för att låta sig domineras av henne. Under Ludvigs sjukdom 864 styrde hon öppet riket. Paret fick ingen son och saknade därför arvtagare till tronen, och adeln försökte med hänvisning till detta få henne förvisad år 872. Ludvig reagerade i stället med att göra Ludvig den tyske till sin arvinge. 
Efter makens död 875 valde adeln i stället Karl den skallige till hans efterträdare för att avlägsna Engelberga från allt inflytande. Karls bror och allierade Boso av Vienne kidnappade då Engelberga och hennes enda överlevande dotter, Ermengarde, och tvingade den senare att gifta sig med honom (mars-juni 876). 
Med Engelbergs stöd förklarade sig Boso kung av Provence 879. Hon förklarades då officiellt förvisad till Schwaben. Då Karl den tjocke erövrade Vienne 882 tilläts Engelberga återvända till Italien, där hon tog kontrollen över sina gods. 
Engelberga fick från 868 inkomsterna från klostret San Salvatore i Brescia, och blev 896 abbedissa i klostret San Sisto i Piacenza.